# Olimpiadi degli scacchi del 1952
Le Olimpiadi degli scacchi del 1952 furono la decima edizione organizzata dalla FIDE della competizione. Si tennero dal 9 al 31 agosto a Helsinki, poco dopo le Olimpiadi del 1952. L'unica competizione fu un torneo open.

## Torneo
Parteciparono 140 giocatori divisi in 25 squadre, che si affrontarono su quattro scacchiere; ogni squadra poteva portare fino a due riserve. Le squadre vennero divise in tre gironi di otto e nove componenti; i primi tre classificati di ogni girone avrebbero poi effettuato la finale per le medaglie, mentre le successive tre avrebbero giocato una finale "B" e le rimanenti una finale "C". Fu la prima partecipazione dell'Unione Sovietica.

### Prima fase
Nei primi due gironi non vi fu molta competizione; l'Austria era molto più debole rispetto alle Olimpiadi precedenti la guerra, e anche la Germania Est, pur arrivando quarta, lo fece con cinque punti in meno della Jugoslavia (terza). Nel terzo gruppo, l'Unione Sovietica non perse una partita, mentre Finlandia, Stati Uniti e Paesi Bassi si contendevano gli ultimi due posti. Al penultimo turno, tuttavia, i Paesi bassi persero con Israele, che non riuscì poi a superare la Finlandia per qualificarsi a sua volta per la finale.
Nella tabella seguente, ogni colonna rappresenta un girone; in grassetto le squadre classificatesi per la finale, in corsivo quelle che disputarono la finale B.
-  Argentina
-  Cecoslovacchia

- Cuba
- Danimarca
- Inghilterra

-  Germania Ovest

- Islanda
- Lussemburgo
- Saar

- Austria
- Brasile
- Germania Est
- Italia

-  Jugoslavia

- Norvegia

-  Svezia
-  Ungheria

-  Finlandia

- Grecia
- Israele
- Paesi Bassi
- Polonia

-  Stati Uniti

- Svizzera

-  Unione Sovietica

### Seconda fase
La finale era composta di nove squadre; poiché ognuna aveva un turno di riposo, l'andamento nella classifica non fu molto chiaro. L'Unione Sovietica si ritrovò al sesto posto dopo quattro turni, a tre punti e mezzo dalla Jugoslavia che era in testa. Tre turni dopo, nonostante un doppio pareggio con Ungheria e Cecoslovacchia, erano terzi a due punti e mezzo dalla Jugoslavia, che superarono il turno seguente vincendo 3,5-0,5 contro la Germania Ovest, mentre la Jugoslavia, pur superando in classifica gli Stati Uniti all'ultimo turno, dovette accontentarsi del bronzo, essendo stati superati dall'Argentina.
Unione Sovietica e Argentina vinsero anche quattro delle sei medaglie d'oro individuali (due a testa); la Cecoslovacchia, pur con soli quattro giocatori, riuscì ad ottenere il quarto posto grazie alla prestazione in quarta scacchiera di Kottnauer (12,5/15).

### Risultati assoluti
| Pos.     | Squadra          | Scacchiere                 | Scacchiere               | Scacchiere          | Scacchiere            | Scacchiere                | Scacchiere            | Punti    |
| Pos.     | Squadra          | Prima                      | Seconda                  | Terza               | Quarta                | Quinta (1ª riserva)       | Sesta (2ª riserva)    | Punti    |
| Finale A | Finale A         | Finale A                   | Finale A                 | Finale A            | Finale A              | Finale A                  | Finale A              | Finale A |
| -------- | ---------------- | -------------------------- | ------------------------ | ------------------- | --------------------- | ------------------------- | --------------------- | -------- |
|          | Unione Sovietica | GM Paul Keres              | GM Vasilij Smyslov       | GM David Bronštejn  | GM Juchym Heller      | GM Isaak Boleslavs'kyj    | GM Aleksandr Kotov    | 21       |
|          | Argentina        | GM Miguel Najdorf          | MI Julio Bolbochán       | GM Erich Eliskases  | GM Herman Pilnik      | MI Héctor Rossetto        |                       | 19,5     |
|          | Jugoslavia       | GM Svetozar Gligorić       | MI Barslav Rabar         | MI Petar Trifunović | MI Vasia Pirc         | MI Andrija Fuderer        | MI Borislav Milić     | 19       |
| 4        | Cecoslovacchia   | Miroslav Filip             | MI Luděk Pachman         | MI Jaroslav Šajtar  | MI Čeněk Kottnauer    | MI František Zíta         | František Pithart     | 18       |
| 5        | Stati Uniti      | GM Samuel Reshevsky        | MI Larry Evans           | MI Robert Byrne     | MI Arthur Bisguier    | MI George Koltanowski     | Hans Berliner         | 17       |
| 6        | Ungheria         | GM László Szabó            | MI Gedeon Barcza         | MI József Szily     | MI Tibor Florián      | József Pogáts             | István Molnár         | 16       |
| 7        | Svezia           | GM Gideon Ståhlberg        | MI Gösta Stoltz          | MI Erik Lundin      | Kristian Sköld        | Inge Johansson            | Gösta Danielsson      | 13       |
| 8        | Germania Ovest   | Rudolf Teschner            | MI Lothar Schmidt        | Gerhard Pfeiffer    | Herbert Heinicke      | Wilfried Lange            | MI Ludwig Rellstab    | 10,5     |
| 9        | Finlandia        | MI Eero Böök               | MI Kaarle Ojanen         | MI Osmo Kaila       | Toivo Salo            | Aatos Fred                | Ilmari Niemelä        | 10       |
| Finale B |                  |                            |                          |                     |                       |                           |                       |          |
| 10       | Paesi Bassi      | MI Theodore Van Scheltinga | MI Lodewijk Prins        | MI Jan Donner       | MI Nicolaas Cortlever | Haije Kramer              | Johan Barendregt      | 21       |
| 11       | Israele          | MI Moshe Czerniak          | Menachem Oren            | MI Yosef Porath     | Izak Aloni            | Albert Mandelbaum         |                       | 19,5     |
| 12       | Polonia          | Alfred Tarnowski           | Andrzej Pytlakowski      | MI Kazimierz Plater | Bogdan Śliwa          | Władysław Litmanowicz     | Izaak Grynfeld        | 16,5     |
| Finale C |                  |                            |                          |                     |                       |                           |                       |          |
| 19       | Brasile          | MI Eugênio German          | João Souza Mendes        | José Mangini        | Flávio de Carvalho jr | Oswaldo Cruz Filho        | Fernando Vasconcellos | 18,5     |
| 20       | Grecia           | Georgios Gaitanaros        | Kostantinos Tsiknopoulos | Fotis Mastihiadis   | Ioannis Anagnostou    | Theodoros Sakellaropoulos | Aristides Zografakis  | 13,5     |
| 21       | Norvegia         | Aage Vestøl                | Erling Myhre             | Otto Morcken        | Ernst Rojahn          | Wilhelm Ramm              | E. Madsen             | 13       |

### Risultati individuali
Furono assegnate medaglie ai giocatori di ogni scacchiera con le tre migliori percentuali di punti per partita. Solamente due giocatori della sesta scacchiera giocarono più di metà delle partite, il minimo per poter essere inclusi in classifica.
|                                | Giocatore | Punti            | Partite          | %                |
| Prima scacchiera               | Prima scacchiera | Prima scacchiera | Prima scacchiera | Prima scacchiera |
| ------------------------------ | --- | ---------------- | ---------------- | ---------------- |
|                                | Miguel Najdorf | 12,5             | 16               | 78,1             |
|                                | Gideon Ståhlberg | 10               | 13               | 76,9             |
|                                | László Szabó | 10,5             | 14               | 75,0             |
| Seconda scacchiera             | |                  |                  |                  |
|                                | [[File: Flag of the Soviet Union (1936 – 1955).svg\|class=noviewer\| Unione Sovietica (bandiera)\|border\|20x16px]] Vasilij Smyslov | 10,5             | 13               | 80,8             |
|                                | Lothar Schmid | 9                | 12               | 75,0             |
|                                | Braslav Rabar | 8                | 12               | 66,7             |
| Terza scacchiera               | |                  |                  |                  |
|                                | [[File: Flag of the Soviet Union (1936 – 1955).svg\|class=noviewer\| Unione Sovietica (bandiera)\|border\|20x16px]] David Bronštejn | 8                | 10               | 80,0             |
|                                | Jan Donner | 10               | 13               | 79,6             |
|                                | Robert Byrne | 10,5             | 15               | 70,0             |
| Quarta scacchiera              | |                  |                  |                  |
|                                | Čeněk Kottnauer | 12,5             | 15               | 83,3             |
|                                | [[File: Flag of the Soviet Union (1936 – 1955).svg\|class=noviewer\| Unione Sovietica (bandiera)\|border\|20x16px]] Juchym Heller   | 10,5             | 14               | 75,0             |
|                                | Bogdan Śliwa | 10,5             | 14               | 75,0             |
| Quinta scacchiera (1ª riserva) | |                  |                  |                  |
|                                | Héctor Rossetto | 8                | 10               | 80,0             |
|                                | Dennis Horne | 5,5              | 9                | 61,1             |
|                                | Wilfried Lange | 5                | 10               | 50,0             |
| Sesta scacchiera (2ª riserva)  | |                  |                  |                  |
|                                | Ludwig Rellstab | 6,5              | 9                | 72,2             |
|                                | Izaak Grynfeld | 7                | 10               | 70,0             |

#### Medaglie individuali per nazione
| Nazione          |   |   |   | Totali |
| ---------------- | - | - | - | ------ |
| Unione Sovietica | 2 | 1 | 0 | 3      |
| Argentina        | 2 | 0 | 0 | 2      |
| Germania Ovest   | 1 | 1 | 1 | 3      |
| Cecoslovacchia   | 1 | 0 | 0 | 1      |
| Polonia          | 0 | 2 | 0 | 2      |
| Svezia           | 0 | 1 | 0 | 1      |
| Paesi Bassi      | 0 | 1 | 0 | 1      |
| Inghilterra      | 0 | 1 | 0 | 1      |
| Ungheria         | 0 | 0 | 1 | 1      |
| Jugoslavia       | 0 | 0 | 1 | 1      |
| Stati Uniti      | 0 | 0 | 1 | 1      |